# جون ميلر (رسام)
جون ميلر (بالإنجليزية: John Miller)‏ هو فنان تشكيلي ورسام ومصور وفنان أمريكي، ولد في 1954 في كليفلاند في الولايات المتحدة.